# My Reality
My Reality è il sesto album della cantante australiana Dami Im, pubblicato il 29 ottobre 2021.

## Tracce
1. Pray – 3:53 (Dami Im, Audius Mtawarira)
2. Scared to Talk to You – 3:09 (Dami Im, Andrew Burford, Erin Marshall)
3. Lonely Cactus – 3:11 (Dami Im, Andrew Burford, Bri Clarke)
4. Marching On – 3:00 (Dami Im)
5. Memories – 3:22 (Dami Im)
6. Crying Underwater – 3:39 (Dami Im, Michael Tan)
7. Paper Dragon – 3:04 (Dami Im, Elanor Witt)
8. Alone – 4:06 (Dami Im, Garrett Kato)
9. Kids You Anyway – 3:35 (Dami Im, Michael Tan)
10. Fire – 2:39 (Dami Im)

## Classifiche
| Classifica (2021) | Posizione massima |
| ----------------- | ----------------- |
| Australia         | 12                |